# José Chamizo
José Chamizo de la Rubia (Los Barrios, 1949), es un sacerdote y escritor español, Defensor del Pueblo Andaluz desde 1996 hasta mayo de 2013.

## Biografía
Licenciado en Historia de la Iglesia por la Universidad Gregoriana de Roma, en Historia Contemporánea por la Universidad de Granada y diplomado en Biblioteconomía por la Ciudad del Vaticano, ejerció como sacerdote en la Parroquia de la Palma (Algeciras) desde 1978 hasta 1982, y como párroco en el Distrito Estación-Taraguilla-Miraflores de San Roque a partir de esta fecha. Su labor en contra la drogodependencia, la marginación y la pobreza en el Campo de Gibraltar le hizo crear y dirigir durante años asociaciones y colectivos de lucha contra la droga. Existen dudas de que siga siendo sacerdote. 
En 1982 funda la compañía de teatro Mejorana con la que ha llevado a cabo representaciones escritas y dirigidas por él mismo.
En 1996 fue designado Defensor del Pueblo Andaluz por el Parlamento de Andalucía, siendo reelegido en 2001 y 2007. Fue relevado en 2013 por, según sus propias declaraciones, haber dicho en el Parlamento que los ciudadanos estaban hasta el gorro de los políticos y sus peleítas. Chamizo declaró también que "la chica que está ahora en Presidencia, unida a una especie de psicópata del Partido Popular, decidieron que yo tenía que irme". La primera persona referida es Susana Díaz Pacheco, mientras que el nombre de la segunda no quiso desvelarlo. [cita requerida]
A mediados de marzo de 2025 se informó de su detención por la policía acusado de abuso sexual a varios menores magrebíes. https://www.elmundo.es/cronica/2025/03/19/67db0f7a21efa008228b45a8.html

## Reconocimientos
- Medalla de Andalucía (1994)
- Hijo predilecto de Los Barrios (1994)[2]
- Doctor honoris causa por la Universidad Pablo de Olavide de Sevilla (1996) y la Universidad de Cádiz (2019).[7]
- Hijo adoptivo de la Ciudad de San Roque (2001)[8]
- Hijo Predilecto de la provincia de Cádiz (2004)[9]